# Josep Lladonosa i Giró
Josep Lladonosa i Giró   (Alguaire, 1938) és un cuiner català de renom. És un dels principals exponents de la recuperació de la cuina tradicional catalana i de la recerca sobre les seves arrels medievals.

## Biografia
Lladonosa es va formar en la cuina francesa, i ha treballat en un gran nombre de restaurants, entre d'altres, Majestic, Ca l’Isidre, Abeurador o Cosmos, i en altres establiments de França i Suïssa, com el Gran Hotel Nacional, o a les 7 portes de Barcelona, del qual fou cap de cuina entre el 1991 i el 2003. Va ser organitzador de la Primera Setmana Gastronòmica Catalana de Girona a Maçanet de la Selva el 1974. El 1976 obrí a Barcelona un restaurant propi, Les Quatre Barres. Fou un dels primers professors de l’escola de cuina Arnadi, que posteriorment canviari el nom per Hofmann el 1983,
Ha fet una gran tasca de recerca sobre la cultura del menjar a Catalunya, documentada des de l'edat mitjana (com en el Llibre de Sent Soví), i ha escrit nombrosos llibres de cuina de divulgació, alguns dels quals han estat traduïts al francès i a l'anglès.
El 1980 va rebre el Premio Nacional de Gastronomia, i la Medalla del Mèrit Gastronòmic de la Federació Catalana d’Associacions Professionals. El 2003 va rebre la Creu de Sant Jordi.

## Obres
- La cuina que torna (1982)
- La cocina medieval (1984)
- Cocina de ayer, delicias de hoy (1984)
- El gran llibre de la cuina catalana (1991)
- El llibre del guisats i les picades (1995)
- El llibre dels arrossos del "7 Portes" i altres arrossos (1996)
- La cuina catalana més antiga (1998)
- La cuina de dos grans mestres (2000)
- Cocina catalana. Cocina regional (2000)
- The Book of Paellas (2000)
- Livre des paellas: tous les riz du célebre restaurant "Set Portes" de Barcelone concoctés par son chef cuisinier, theoricien de la gastronomie (2001)
- L'escudella (2002)
- El gran llibre de la fruita dolça (2002)
- Plats amb història (2003)
- La cuina ecològica (2004)
- La cuina tradicional catalana a l'abast (2005)
- Cent plats amb fruita (2006)
- La cuina de les terres de Lleida (2006)
- La cuina de Catalunya (2009)
- Els sants patrons de l'alimentació i la seva cuina (2014)
- Manual del bon cuinar (2018)

## Premis i honors
Alguns dels que ha rebut són els següents:
- 2003: Creu de Sant Jordi de la Generalitat de Catalunya
- Placa de la Comunitat Turística de la Costa Brava
- Medalla al Mèrit Gastronòmic de la Federació Catalana d'Associacions Professionals d'Hosteleria
- Premi Memorial Ignasi Domènech del Gremi de Restauració de Barcelona.
- Tres premis consecutius al Saló Mundial del Llibre Gastronòmic del Perigord
- És convidat a representar Catalunya al II Certamen de Cuina Espanyola del Palau de Congressos de Madrid